# 大野かおる
大野 かおる（おおの かおる）は、日本のヴィオラ奏者。
- 5歳よりヴァイオリンを開始する。
- 15歳でヴィオラに転向。
- 東京藝術大学・同大大学院修士課程修了。
- 在学中より活発な演奏活動を開始。藝大フィルハーモニアとダヴィッドのヴィオラ協奏曲を日本初演。
- ターティス国際ヴィオラコンクール（イギリス）で2つの特別賞受賞。
- 東京国際音楽コンクール「室内楽」第１位、併せて2つの特別賞受賞。
- 2004年、日本音楽コンクール・フルート部門本選会の共演に対し審査員特別賞。
- ソロと室内楽を中心に国内外で幅広く活躍。これまでにイヴリー・ギトリス、ヴィクトル・ピカイゼン、ユーリ・バシュメット、オーレル・ニコレ、エマニュエル・パユ、パーヴェル・ギリロフ等々、著名なアーティストと共演している。
- アンサンブルofトウキョウで創立以来20年間首席ソロ・ヴィオラ奏者。
- CD録音はモーツァルトの協奏交響曲など多数ある。
- 1993年から2007年まで、木津川やまなみ国際音楽祭に参加。
- 1999年から2005年3月まで、東京藝術大学講師。
- 大阪芸術大学大学院客員教授。エリザベト音楽大学、東京音楽大学、洗足学園音楽大学でも後進の指導も行う。